# Hartmut Haug

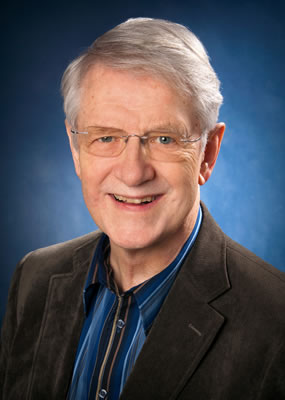
Hartmut Haug, 2011

Hartmut Albert Haug (* 24. Juli 1936 in Stuttgart) ist ein deutscher Theoretischer Physiker, der wesentliche Beiträge zur Quantentheorie der optischen Eigenschaften von Halbleitern und Halbleitermikrostrukturen geliefert hat.

## Biografie
Haug studierte von 1957 bis 1966 Physik an der Universität Stuttgart. Er war 1966/67 wissenschaftlicher Mitarbeiter am Institut für Theoretische Physik und promovierte im Jahr 1966 bei Hermann Haken über die Theorie des Halbleiter-Lasers. An der University of Wisconsin–Madison war er von 1967 bis 1969 zunächst Assistant und anschließend Associate Professor.
Es folgte eine vierjährige Tätigkeit in der Theoriegruppe des Philips-Forschungslaboratoriums in Eindhoven, bevor er im Jahr 1973 Professor für Theoretische Physik an der Johann Wolfgang Goethe-Universität Frankfurt am Main wurde. Es folgten Forschungsaufenthalte als Gastprofessor u. a. an den Universitäten von Karlsruhe, Straßburg, Tucson und Bloomington. Seit 2001 setzte er seine Forschungstätigkeit in Frankfurt als Emeritus fort.

## Auszeichnungen
- Stipendiat des Evangelischen Studienwerks Villigst.
- 2008: Von der American Physical Society zum "Outstanding Referee" (besonderer Referent) ernannt.
- 2012: Karl-Wilhelm-Fück-Preis von der Frankfurter Stiftung für fundamentale physikalische Forschung. Ehrung durch den Fachbereich Physik der Johann Wolfgang Goethe-Universität Frankfurt am Main als aktiver Seniorprofessor.

## Bücher
- Optical Nonlinearities and Instabilities in Semiconductors, ed. H. Haug, Academic Press, New York, 1988
- Optical Switching in Low Dimensional Systems, eds. H. Haug and L. Banyai, Plenum Press, NATO ASI Series Vol. 149, London, 1988
- Quantum Theory of the Optical and Electronic Properties of Semiconductors, H. Haug and S. W. Koch, World Scientific, Singapore 2009 5th edition
- Quantum Kinetics for Transport and Optics in Semiconductors, H. Haug and A.P. Jauho, Springer Series in Solid-State Sciences 123, Springer, Berlin, 1996, 2007 2nd edition
- Statistische Physik, Gleichgewichts-Statistik und Kinetik, H. Haug, Springer, Berlin,  2005, 2nd  edition